# Pierre Hugard
Pierre Hugard, ou Hugard de St-Guy, né en 1726, mort en 1761, était un compositeur français de musique de la fin de la période baroque.
Pierre Hugard était vers le milieu du XVIIIe siècle, maître des enfants de chœur à la cathédrale de Paris.

## Œuvre (choix)
- Missa « Ridde Mihi Lætitiam »
- Missa « Laudate pueri Dominum » (1761)
- Les 4 suites de « La Toilette, Pièces nouvelles pour le pardessus de viole à cinq cordes » et continuo  (Paris, vers 1760)
- Plusieurs motets

## Discographie (choix)
- Laurence Equilbey, Ensemble Accentus: Messe Redde mihi laetitiam (Astrée, 1998)
- Ensemble Hamburger Ratsmusik, Simone Eckert : « La Toilette » (Thorofon, 2002) ;
- « Le Concert Spirituel », Hervé Niquet, Pierre Bouteiller Missa pro defunctis (Compilation) incluant une « Élévation » de Hugard (Glossa, 2010).